# Antonio Bagatella
Antonio Bagatella auch Anton Bagatella (* 21. Februar 1755 in Padua; † 25. Mai 1829 ebenda) war ein italienischer Musiktheoretiker und Geigenbauer.

## Leben

### Familie
Antonio Bagatella war der Sohn von Gaetano Bagatella und dessen Ehefrau Catarina (geb. Coppo-Scanferla).
Er war mit Antonia (geb. Pelizzari) verheiratet und hatte mehrere Kinder.

### Werdegang
Antonio Bagatella erlangte Bedeutung durch sein geschätztes Werk über den Bau von Streichinstrumenten, das sich auf die Prinzipien von Antonio Stradivari und anderen renommierten Geigenbauern der Cremonesischen Schule (siehe Traditionelle Geigenbaukunst in Cremona) stützte. Seine Geigen zeichneten sich durch einen hellen Goldgelb-Lack aus, der eine ansprechende Ästhetik bot. Die Form seiner Instrumente war eher klein und wies Ähnlichkeiten mit den frühen Arbeiten der Amati-Dynastie sowie gelegentlich mit denen von Giuseppe Guarneri auf. Diese Merkmale trugen zur Einzigartigkeit seiner Geigen bei, auch wenn sie nicht die gleiche technische Vollkommenheit wie die der großen Meister aufwiesen.
Besonders hervorzuheben ist sein Einfluss auf die Geigenbaukunst durch seine schriftstellerischen Beiträge. 1782 gewann er einen Preis beim Wettbewerb der Akademie der Künste (siehe Galilei-Akademie der Wissenschaften und Künste) in Padua mit seiner Abhandlung Regole per la costruzione de’ violini, viole, violoncelli e violoni. In dieser Abhandlung bietet er wertvolle Einblicke in die Techniken und Materialien, die beim Bau von Streichinstrumenten verwendet werden, und reflektiert die Ansichten der großen Meister seiner Zeit. Das Werk, das mehrfach nachgedruckt wurde, ist in verschiedene Sprachen übersetzt worden und gilt als eines der wenigen verbliebenen Dokumente, die die grundlegenden technischen Prinzipien der alten italienischen Geigenbauer festhalten. Später wurde das Werk ins Deutsche übersetzt und erschien unter dem Titel Ueber den Bau der Violinen, Bratschen, Violoncelles und Violons in Leipzig im Jahr 1806.
Antonio Bagatella wurde nicht nur für seine Instrumente, sondern auch für seine theoretischen Beiträge zur Geigenbaukunst geschätzt. Sein Werk fand Anerkennung von bedeutenden Zeitgenossen, darunter der berühmte Geiger und Komponist Giuseppe Tartini, für den Antonio Bagatella mehrere Geigen baute.
Später wurde seine Geigenbaukunst durch andere Instrumentenbauer weiter entwickelt, so unter anderem durch Alfred Stelzner.
Antonio Bagatella erblindete einige Zeit vor seinem Tod.

## Schriften (Auswahl)
- Regole per la costruzione de’ violini, viole, violoncelli e violoni. Padua, 1786 (Digitalisat).
- Regeln zur Verfertigung von Violinen, Violen, Violoncellen und Violonen. Padua, 1786 (Digitalisat).
- Antonio Bagatella; Johann Otto Heinrich Schaum (Übers.): Ueber den Bau der Violinen Bratschen, Violoncelles und Violons. Leipzig, 1806 (Digitalisat).